# Barbara Kutzer
Barbara Kutzer (* 1953 in Traunstein) ist eine deutsche Schauspielerin.

## Leben
1979 begann Barbara Kutzer ihre Theaterlaufbahn, als sie von Amsi Kern an das Chiemgauer Volkstheater verpflichtet wurde. Sie spielte später noch an verschiedenen anderen Theatern und gehört aktuell dem Ensemble des Tegernseer Volkstheaters an. 1998 gründete sie gemeinsam mit Erich Seyfried und Rudi Decker eine eigene Bühne, ‘s bayrische Podium, die bis 2008 existierte.
Ende der 1970er Jahre begann Kutzer gleichzeitig etwa 30 Jahre lang umfangreich für das Fernsehen zu arbeiten. Neben volkstümlichen Stücken, wie den Übertragungen aus Peter Steiners Theaterstadl, sah man sie in zwei Episoden der Reihe Tatort und in verschiedenen Rollen in 18 Folgen der Serie Der Alte. Wiederkehrende Charaktere spielte Kutzer in den Serien Zum Stanglwirt und Frauenarzt Dr. Markus Merthin. 1985 wirkte sie in einigen Hörspielproduktionen mit, unter anderen in mehreren Folgen der für den Hörfunk adaptierten Gerichtsserie Königlich Bayerisches Amtsgericht.

## Filmografie
- 1979: Schluchtenflitzer
- 1981–1986: Polizeiinspektion 1 (Fernsehserie, 5 Folgen)
- 1981–2007: Der Alte (Fernsehserie, 18 Folgen)
- 1981: Die Rumplhanni (Fernsehserie, Folge 1x02)
- 1983: Unsere schönsten Jahre (Fernsehserie, Folge Man is halt überall a bissl ungern)
- 1983–1995: Derrick (Fernsehserie, 3 Folgen)
- 1983: Tatort – Roulette mit 6 Kugeln
- 1986: Verkehrsgericht – Achtung Geisterfahrer (Gerichtssendung, Episodenrolle)
- 1987: Tatort – Pension Tosca oder die Sterne lügen nicht
- 1988–1998: Peter Steiners Theaterstadl (20 Folgen)
- 1989: Löwengrube (Fernsehserie, Folge Abgründe)
- 1991: Erfolg
- 1992, 2003: Lindenstraße (Fernsehserie, 2 Folgen)
- 1992: Grüß Gott, Frau Doktor
- 1994–1996: Zum Stanglwirt (Fernsehserie, 13 Folgen)
- 1994: Die Wache (Fernsehserie, Folge Kleine Gefälligkeit)
- 1995: Das geborgte Nest
- 1995–1997: Frauenarzt Dr. Markus Merthin (Fernsehserie, 11 Folgen)
- 1997: Bandagistenglück
- 1999: Pumuckls Abenteuer – Pumuckls allerschönster Traum
- 2000: Komödienstadel – 'S Herz am rechten Fleck
- 2001–2008: Siska (Fernsehserie, 5 Folgen)
- 2001: Heldenstammtisch
- 2002: Ein Hund für alle Fälle
- 2002: Franz und Anna
- 2009: Komödienstadel – Verhexte Hex
- 2014: Schneesturm (Tegernseer Volkstheater)

## Hörspiele
- 1985: Königlich Bayerisches Amtsgericht (10. Folge: Der Mäzenas) – Autor: Georg Lohmeier – Regie: Michael Peter
- 1985: Königlich Bayerisches Amtsgericht (11. Folge: Der Parasit) – Autor: Georg Lohmeier – Regie: Michael Peter
- 1985: Königlich Bayerisches Amtsgericht (12. Folge: Die Körperverletzung) – Autor: Georg Lohmeier – Regie: Michael Peter
- 1985: Königlich Bayerisches Amtsgericht (14. Folge: Die Polizeistund‘) – Autor: Georg Lohmeier – Regie: Michael Peter
- 1985: Anna und ihr Knödelparadies (4. Folge: Ein harter Fall) – Autorin: Martha Meuffels – Regie: Michael Peter
- 1985: Anna und ihr Knödelparadies (5. Folge: Gemischte Gefühle) – Autorin: Martha Meuffels – Regie: Michael Peter